# Jared Harper
Jared Lamar Harper (14 de setembro de 1997) é um jogador de basquete profissional estadunidense que atualmente joga pelo Hapoel Jerusalém que disputa a EuroCopa de Basquetebol e a Ligat HaAl (Israel).  Ele jogou basquete universitário na Universidade de Auburn.

## Primeiros anos
Harper começou a jogar basquete com uma cesta de Nerf em sua sala de jantar. Ele também jogou beisebol e tocava saxofone durante sua infância. No basquete, Harper geralmente enfrentava oponentes mais velhos. Ele frequentemente treinava com seu irmão mais novo, Jalen, sob a orientação de seu pai, Patrick Harper, ex-armador da Elizabeth City State University na Carolina do Norte.

## Carreira no ensino médio
Harper jogou basquete na Pebblebrook High School em Mableton, Geórgia. Em sua terceira temporada, em 2014-15, Harper teve médias de 21 pontos e 7 assistências e levou Pebblebrook a um recorde de 27-6. Pebblebrook terminou a temporada como vice-campeão da Georgia Classe 6A depois de perder para Joseph Wheeler High School de Jaylen Brown na final estadual. Em julho de 2015, Harper foi nomeado Co-MVP da Nike Elite Youth Basketball League (EYBL), registrando 33 pontos e oito assistências para ajudar o Georgia Stars a vencer o campeonato.
Em sua última temporada com Pebblebrook, ele teve médias de 27 pontos, 10,1 assistências, 5,7 rebotes e 3,7 roubos de bola, levando seu time a um recorde de 23-10 e outra aparição na final do Campeonato Estadual Classe 6A.
Ele foi um recruta consensual de quatro estrelas na classe de 2016 e se comprometeu com a Universidade de Auburn em 19 de março de 2015. Suas outras ofertas da Divisão I da NCAA eram de Kansas State e Ole Miss.

## Carreira universitária
Em sua primeira temporada, Harper foi titular em 30 jogos e teve médias de 11,4 pontos, 3,0 assistências e 1,2 roubos de bola. Em 7 de janeiro de 2017, ele marcou 24 pontos, o recorde da temporada, em uma derrota por 88-85 para Ole Miss. Harper foi nomeado duas vezes o Calouro da Semana da SEC durante a temporada.
Em sua segunda temporada, Harper jogou 34 jogos e teve médias de 13,2 pontos, 5,4 assistências e 1,2 roubos de bola. Em 3 de fevereiro de 2018, ele teve um duplo-duplo de 14 pontos e 14 assistências na vitória por 93-81 sobre Vanderbilt. Ele estava a uma assistência de igualar o recorde da escola de assistências em um jogo, estabelecido por Eddie Johnson em 1976.  Uma semana depois, Harper registrou 24 pontos e sete assistências na vitória por 78-61 sobre Geórgia. Ele foi uma selecionado para a Segunda-Equipe da SEC pela Associated Press e pelos treinadores de conferência.
Harper fez sua estreia na sua terceira temporada em 6 de novembro de 2018, registrando seu segundo duplo-duplo da carreira com 20 pontos e 13 assistências em uma vitória por 101-58 sobre South Alabama. Em 15 de dezembro de 2018, ele marcou 31 pontos, a melhor marca de sua carreira, na vitória por 75-71 sobre o UAB. No final da temporada regular, Harper foi selecionado para a Segunda-Equipe da SEC pela Associated Press e pelos treinadores de conferência.

## Carreira profissional

### Phoenix Suns / Northern Arizona Suns (2019–2020)
Depois que sua terceira temporada foi concluída, Harper declarou sua entrada no Draft da NBA de 2019, abandonando seu último ano em Auburn. No entanto, ele não foi selecionado no draft.
Harper jogou pelo Phoenix Suns durante a Summer League de 2019 em Las Vegas. Após sua atuação na Summer League, ele assinou um contrato bidirecional com o Phoenix, podendo atuar no afiliado da equipe na G-League, o Northern Arizona Suns.
Em 23 de outubro de 2019, Harper fez sua estréia na NBA em uma vitória por 124-95 sobre o Sacramento Kings. Em 20 de dezembro, Harper registrou 25 pontos e 13 assistências na derrota do Northern Arizona Suns por 94-99 para o Fort Wayne Mad Ants. Em 18 de janeiro de 2020, Harper registrou 31 pontos, 7 assistências, quatro rebotes e dois roubos de bola na derrota de 120-109 para o Sioux Falls Skyforce.
Em 14 de março, Harper foi dispensado pelo Phoenix.

### New York Knicks / Westchester Knicks (2020-Presente)
Em 25 de junho de 2020, o New York Knicks anunciou que havia ativado o contrato de Harper. Em 25 de novembro, Harper assinou novamente com os Knicks para um contrato de mão dupla com o Westchester Knicks.

## Estatísticas

### NBA

#### Temporada regular
| Ano     | Equipe  | PJ | PT | MPJ | AP   | 3P   | LL | RT | AS | BR | TO | PPJ |
| ------- | ------- | -- | -- | --- | ---- | ---- | -- | -- | -- | -- | -- | --- |
| 2019–20 | Phoenix | 3  | 0  | 2.7 | .250 | .000 | —  | .0 | .0 | .0 | .0 | .7  |

### G-League

#### Temporada regular
| Ano     | Equipe | PJ | PT | MPJ  | AP   | 3P   | LL   | RT  | AS  | BR  | TO  | PPJ  |
| ------- | ------ | -- | -- | ---- | ---- | ---- | ---- | --- | --- | --- | --- | ---- |
| 2019-20 | NAS    | 34 | 33 | 28.9 | .413 | .362 | .787 | 2.6 | 5.5 | 1.1 | 0.1 | 20.2 |

### Universitário
| Ano      | Equipe   | PJ  | PT  | MPJ  | AP   | 3P   | LL   | RT  | AS  | BR  | TO | PPJ  |
| -------- | -------- | --- | --- | ---- | ---- | ---- | ---- | --- | --- | --- | -- | ---- |
| 2016–17  | Auburn   | 32  | 30  | 24.2 | .385 | .344 | .705 | 1.9 | 3.0 | 1.2 | .1 | 11.4 |
| 2017–18  | Auburn   | 34  | 34  | 30.5 | .360 | .355 | .822 | 2.4 | 5.4 | 1.2 | .0 | 13.2 |
| 2018–19  | Auburn   | 40  | 40  | 33.0 | .399 | .370 | .828 | 2.5 | 5.8 | 1.1 | .1 | 15.3 |
| Carreira | Carreira | 106 | 104 | 29.2 | .381 | .356 | .785 | 2.2 | 4.7 | 1.2 | .0 | 13.3 |

Fonte: